# نولان سماوي
نولان سماوي (الاسم العلمي:Nolana coelestis) هو نوع نباتي يتبع جنس النولان من فصيلة الباذنجانية.